# Opisthokonta
Gli opistoconti sono un ampio gruppo di eucarioti che include degli organismi apparentemente molto differenti ovvero quelli compresi nei regni degli animali e dei funghi più alcuni protisti (in particolare quelli del phylum parafiletico Choanozoa). Sia lo studio genetico (basato sullo studio di parecchi geni analizzati separatamente) che quello ultrastrutturale supportano questo clado e sostiene fortemente l'ipotesi che sia monofiletico.

## Caratteristiche comuni
L'avvicinamento dei gruppi dei funghi e dei metazoi (o animali) è abbastanza recente, proposto per primo da Cavalier-Smith, che nel 1987 usò il nome informale di opisthokonts precedentemente assegnato ai chitridiomiceti. Nel clade degli opistoconti sono stati inseriti altri due gruppi: i mesomicetozoi e i coanoflagellati (talvolta riuniti nel clade dei coanozoi).
La caratteristica comune degli opistoconti è la presenza di un singolo flagello posteriore come accade per esempio per gli spermatozoi degli animali e per le spore dei chitridi.
Gli altri eucarioti si muovono con uno o più flagelli posti invece anteriormente.

## Filogenesi
Questa è la filogenesi degli opistoconti secondo le analisi molecolari.
|                 | Fungi                                                     |
|                 |                                                           |
| Cristidiscoidea | \| \| Nucleariida \| \| \| \| \| \| Fonticula \| \| \| \| |
|                 | \| \| Nucleariida \| \| \| \| \| \| Fonticula \| \| \| \| |
|                 | Nucleariida                                               |
|                 |                                                           |
|                 | Fonticula                                                 |
|                 |                                                           |

|  | Nucleariida |
|  |             |
|  | Fonticula   |
|  |             |

|           | Filasterea                                                |
|           |                                                           |
| Choanozoa | \| \| Choanomonada \| \| \| \| \| \| Animalia \| \| \| \| |
|           | \| \| Choanomonada \| \| \| \| \| \| Animalia \| \| \| \| |
|           | Choanomonada                                              |
|           |                                                           |
|           | Animalia                                                  |
|           |                                                           |

|  | Choanomonada |
|  |              |
|  | Animalia     |
|  |              |

|           | Filasterea                                                |
|           |                                                           |
| Choanozoa | \| \| Choanomonada \| \| \| \| \| \| Animalia \| \| \| \| |
|           | \| \| Choanomonada \| \| \| \| \| \| Animalia \| \| \| \| |
|           | Choanomonada                                              |
|           |                                                           |
|           | Animalia                                                  |
|           |                                                           |

|  | Choanomonada |
|  |              |
|  | Animalia     |
|  |              |

|                 | Fungi                                                     |
|                 |                                                           |
| Cristidiscoidea | \| \| Nucleariida \| \| \| \| \| \| Fonticula \| \| \| \| |
|                 | \| \| Nucleariida \| \| \| \| \| \| Fonticula \| \| \| \| |
|                 | Nucleariida                                               |
|                 |                                                           |
|                 | Fonticula                                                 |
|                 |                                                           |

|  | Nucleariida |
|  |             |
|  | Fonticula   |
|  |             |

|           | Filasterea                                                |
|           |                                                           |
| Choanozoa | \| \| Choanomonada \| \| \| \| \| \| Animalia \| \| \| \| |
|           | \| \| Choanomonada \| \| \| \| \| \| Animalia \| \| \| \| |
|           | Choanomonada                                              |
|           |                                                           |
|           | Animalia                                                  |
|           |                                                           |

|  | Choanomonada |
|  |              |
|  | Animalia     |
|  |              |

|           | Filasterea                                                |
|           |                                                           |
| Choanozoa | \| \| Choanomonada \| \| \| \| \| \| Animalia \| \| \| \| |
|           | \| \| Choanomonada \| \| \| \| \| \| Animalia \| \| \| \| |
|           | Choanomonada                                              |
|           |                                                           |
|           | Animalia                                                  |
|           |                                                           |

|  | Choanomonada |
|  |              |
|  | Animalia     |
|  |              |